# Велень (Стенішешть, Бакеу)
Велень, Велені (рум. Văleni) — село у повіті Бакеу в Румунії. Входить до складу комуни Стенішешть.
Село розташоване на відстані 240 км на північ від Бухареста, 31 км на південний схід від Бакеу, 83 км на південь від Ясс, 126 км на північний захід від Галаца.

## Населення
За даними перепису населення 2002 року у селі проживали 76 осіб, усі — румуни. Усі жителі села рідною мовою назвали румунську.